# Leopold IX Feer von Buttisholz
Leopold IX Feer von Buttisholz (* 5. Mai 1542; † 20. Juni 1609 in Buttisholz) stammte aus dem Luzerner Patriziat und ist der Erbauer von Schloss Buttisholz. Er war Ratsherr, Twingherr (Richter), Landvogt und Tagsatzungsgesandter.

## Leben
Leopold (Lüpold) Feer von Buttisholz war ein Sohn des Twingherrn und Kirchenvogts Jakob II. Feer von Buttisholz (1508–1550) und der Margarethe von Fleckenstein, einer Tochter des Schultheissen und Fabrikanten Heinrich I. von Fleckenstein (1484–1559). Der Grossvater von Leopold IX. (und Vater von Jakob II.) war der Schultheiss Jakob Feer.
1560 zog Leopold an die Universität Freiburg im Breisgau, wo er beim Humanisten Heinrich Loriti wohnte, einem eifrigen Gegner der Reformation. 1561–63 studierte er in Paris und Padua.
Er war Ritter des Ordens vom heiligen Markus.

## Leistungen
Er war Ratsrichter und Twingherr (Richter bei kleineren Vergehen in seinem Gerichtsbezirk) zu Heratingen, Ratoldswyl, Ottenhusen und Emmen.
1570/71 baute er das Schloss Buttisholz in dem Zustand, wie es sich bis heute erhalten hat.
1563 wurde er in den Grossen Rat gewählt, 1570 in den Kleinen Rat. 1572 war er Gesandter Luzerns an die Jahrrechnungen in Lugano, Locarno und im Maggiatal. 1575–78 war er Landvogt zu Münster, 1576 und 1582 Gesandter der katholischen Orte nach Venedig in Handels- und Söldnersachen. 1586–89 amtete er als Seckelmeister. 1589 wurde er zum Landvogt im Thurgau für die Jahre 1590–91 gewählt. Ab 1593 war er Pannerherr. Ab 1595 war er mehrmals Tagsatzungsgesandter. 1597–98 Landvogt zu Ruswil, 1603–04 zu Willisau.